# Ahmed Rateb
Ahmed Rateb (arabisch أحمد راتب, DMG Aḥmad Rātib; * 23. Januar 1949 in Kairo als Ahmed Kamal Eldin Rateb Al Okily Hasanin; † 14. Dezember 2016 in Madinat as-Sadis min Uktubar) war ein ägyptischer Schauspieler.

## Leben
Er wuchs im Distrikt Saida Zainab in Kairo auf. Bereits während seiner Schulzeit begann Rateb mit dem Schauspiel. Er studierte Ingenieurwissenschaften, brach dieses Studium allerdings ab. Er wechselte auf das Higher Institute of Theatrical Arts, wo er den Bachelor of Arts in Schauspiel machte. Seit den 1970er Jahren trat er in vielen Filmproduktionen auf.
Rateb war mit einer seiner Cousinen verheiratet. Die beiden bekamen insgesamt drei Kinder. Er verstarb am 14. Dezember 2016 im Alter von 67 Jahren an den Folgen eines Herzinfarkts.

## Filmografie (Auswahl)
- 1981: Die Mumie des Pharao (Dawn of the Mummy)
- 1983: Aaber Sabeel (Fernsehserie, 14 Episoden)
- 1989: Die Pyramiden des Todes (The Serpent of Death)
- 1990–1991: Raafat Al Haggan (Fernsehserie, 21 Episoden)
- 1992–1995: El Mal We El Banon (Fernsehserie, 42 Episoden)
- 1999: Samhoni Makhansh Qassdi (Fernsehserie, 30 Episoden)
- 2005: Sara (Fernsehserie, 32 Episoden)
- 2007: Lahzat harega (Fernsehserie, 4 Episoden)
- 2009: Hekayat Beneeshha (Fernsehserie, 15 Episoden)
- 2012: Mr and Mrs Oweis
- 2017: The Godfather (Fernsehserie, 14 Episoden)